# Intermunicipal Rio Sul de Vôlei Masculino de 2013
O Intermunicipal Rio Sul de Vôlei Masculino de 2013 foi a 20a edição desta competição de voleibol. A competição,. que começou no dia 03 de Agosto, teve quatro cidades como participantes (Resende, Quatis, Volta Redonda e Paulo de Frontin). 
O campeão desta edição foi a equipe de Resende.

## Final
A Final desta edição do torneio foi decidida em uma melhor de três. Por ter feito a melhor campanha da primeira fase, Resende teve o direito de decidir em casa.

### Jogo 1
| 21 de Setembro de 2013 Detalhes | Resende  | 3 - 2                         | Volta Redonda | Ginásio da Ilha São João, Volta Redonda |
| 21 de Setembro de 2013 Detalhes | 25 18 15 | Set 1 Set 2 Set 3 Set 4 Set 5 | 22 21 27 25 6 | Ginásio da Ilha São João, Volta Redonda |

### Jogo 2
| 26 de Setembro de 2013 20:00 Detalhes | Resende       | 3 - 2                         | Volta Redonda  | Ginásio do Colégio Salesiano, Resende |
| 26 de Setembro de 2013 20:00 Detalhes | 25 16 25 27 6 | Set 1 Set 2 Set 3 Set 4 Set 5 | 23 25 16 29 15 | Ginásio do Colégio Salesiano, Resende |

### Jogo 3
| 29 de Setembro de 2013 Detalhes | Resende  | 3 - 1                   | Volta Redonda | Ginásio do Colégio Salesiano, Resende |
| 29 de Setembro de 2013 Detalhes | 25 23 25 | Set 1 Set 2 Set 3 Set 4 | 19 19 25 22   | Ginásio do Colégio Salesiano, Resende |

## Premiação

### Campeão
| Intermunicipal Rio Sul de Vôlei Masculino de 2013 |
| ------------------------------------------------- |
| Resende Campeão (2º título)                       |

### Prêmios Individuais
- Melhor técnico: Murilo Santos (Resende)
- Atleta destaque: Adhemar Júnior (Volta Redonda)
- Atleta mais completo: Marcelo Henrique (Resende)
- Atleta revelação: Jefferson de Moura Nascimento (Quatis)
- Melhor levantador: Gustavo Ribeiro (Resende)

Fonte:GloboEsporte.com